# Radvanice (district de Trutnov)
Pour les articles homonymes, voir Radvanice.
Radvanice (en allemand : Rodowitz) est une commune du district de Trutnov, dans la région de Hradec Králové, en République tchèque. Sa population s'élevait à 971 habitants en 2020.

## Géographie
Radvanice se trouve à 11 km à l'est de Trutnov, à 44 km au nord-nord-est de Hradec Králové et à 128 km au nord-est de Prague.
La commune est limitée par Chvaleč au nord, par Jívka à l'est, par Malé Svatoňovice au sud, par Velké Svatoňovice au sud-ouest et par Trutnov à l'ouest.

## Histoire
La première mention écrite de la localité date de 1607.